# Leonor Zalabata
Leonor Zalabata Torres (Jewrwa, Cesar, 5 de julio de 1954) o Guneywya en su natal idioma arhuaco, es una política, escritora, cronista y defensora de los derechos humanos colombiana. Pertenece al pueblo arhuaco, que habita la Sierra Nevada de Santa Marta, en Magdalena, Cesar y La Guajira, al norte de Colombia. En 2022, el presidente de Colombia,  Gustavo Petro, la designó como Embajadora de Colombia ante la ONU.

## Biografía
Leonor o Guneywya nació en el Resguardo Arhuaco, en Jewrwa en el municipio de Kwakumuke, en el departamento del Cesar. Tiene un título auxiliar de odontología social en la Universidad de Antioquia en Medellín.

### Activismo
Leonor tiene carrera como defensora de los derechos de los pueblos indígenas de Colombia.  Ha trabajado  la mayoría de su vida por mejorar la representación política de los pueblos indígenas y ayudarles a desarrollar y proteger su cultura. Dentro de los procesos organizativos que ha liderado se encuentra la consolidación del Resguardo Arhuaco, y el surgimiento de la Comisión Nacional de Derechos Humanos y de la Comisión de Territorios Indígenas de Colombia. Su labor ha recibido reconocimiento internacional por su trabajo, ganando varios premios. 
Ha ocupado varios roles como delegada y líder indígena. Fue delegada en las mesas de trabajo nacional para los Derechos Indígenas de la Asamblea Nacional Constituyente de 1991, de la mano del constituyente Lorenzo Muelas, con quien trabajó por delegación de otro líder arhuaco, Luis Napoleón Torres, quien luego sería asesinado, junto a Ángel María Torres Arroyo y Antonio Hugues Chaparro Torres, por su activismo político. También fue delegada para el desarrollo de los primeros programas y planes de salud en defensa de la autonomía de las autoridades tradicionales y organizativas del pueblo arhuaco en Colombia.
Su activismo la llevó a liderar una marcha indígena, que en 1996 se tomó de forma pacifica la sede de la Conferencia Episcopal colombiana, en Bogotá; y tras más de un mes generó la instalación de una mesa de concertación permanente para la defensa de la causa indígena, y la creación de varias oficinas encargadas de la vigilancia del cumplimiento de los derechos humanos indígenas en Colombia.
Durante los diálogos de paz entre el gobierno de Andrés Pastrana y las FARC-EP, Zalabata se hizo partícipe de las conversaciones, abogando por su comunidad, ya que los arhuacos instalados en la Sierra Nevada de Santa Marta eran blanco para la guerrilla, por lo que Leonor solicitó a los delegados de las FARC-EP cesar las hostilidades contra éstas comunidades, lo cual fue un éxito.
Sin embargo, con el fin del proceso en el 2002, y la llegada del presidente Álvaro Uribe los diálogos guerrilla-arhuacos tuvieron que continuar de manera irregular, ya que una directriz de Uribe prohibía a la sociedad civil negociar con las FARC-EP, sin permiso del alto gobierno. Zalabata también entabló conversaciones con el gobierno y los grupos paramilitares, para que reconocieran la autonomía de su comunidad sobre la jurisdicción de la Sierra.
Ha representado grupos indígenas en varios cambios, ya que también ha sido delegada de los Pueblos Indígenas en las COP del Convenio de Diversidad Biológica.

## Reconocimientos
La lista de premios y reconocimientos de Leonor Zalabata incluye entre otros:
- Placa de exaltación, por la defensa del reconocimiento de los Derechos Indígenas, y Defensa de la Naturaleza, del Instituto de Cultura del Cesar, 1994.

- Premio Internacional, Derechos Humanos Anna Lindhs, Minnesfond. 2007, dado en Estocolmo, Suecia. El premio otorgado por el Gobierno Sueco el 19 de junio de 2007.[10][11]

- Reconocimiento Programa de divulgación científica. Perfiles de grandes mujeres de la Diplomacia Indígena de la Universidad de Rosario, Bogotá, primer semestre de 2009.

- Condecoración de la Medalla al Mérito Orden Gran Cruz Extraordinaria, otorgado por el Gobernador del Departamento del Cesar, Colombia. Octubre de 2007.

- Mención de Honor como reconocimiento público en su labor en defensa y promoción de los Derechos Humanos y su aporte en la construcción de democracia en el territorio. Defensor del Pueblo Regional, en Cesar, Director PDP Cesar. Valledupar, Colombia, Sept. 09 de 2013.
- Exaltación y condecoración al Mérito en el VII Encuentro Continental de Mujeres Indígenas de las Américas, (ECMIA), en Ciudad de Guatemala, 16 al 19 de noviembre de 2015.

- Mención de Honor y reconocimiento de la Defensoría del Pueblo Regional Cesar, 2017, en Valledupar, Cesar, Colombia.

- En 2019 recibió el premio Franco-Alemán de Derechos Humanos “Antonio Nariño 2019” por la defensa del territorio, del medio ambiente y del derecho a la vida, en Bogotá, Colombia.[12]